# 教会旋法
教会旋法（きょうかいせんぽう、英語：gregorian mode）は、グレゴリオ聖歌の分類に用いられる旋法である。
教会旋法の体系は、主要なグレゴリオ聖歌の作曲よりも後に、ビザンティンのオクトエコスを基盤として成立したものである。したがって、実際のグレゴリオ聖歌は教会旋法の理論に全面的に合致するものではなく、聖歌の中には教会旋法では分類困難なものもある。
8〜9世紀頃以来、少なくとも16世紀頃まで西洋音楽理論の基礎であったが、機能和声の発達によって長調・短調の組織に取って代わられた。しかし19世紀末以降、新たな音楽の可能性の追求の中で教会旋法がしばしば用いられている。

## 教会旋法の一覧
【正格旋法】
- 第一旋法：ドリア旋法（終止音レ、朗唱音ラ）
- 第三旋法：フリギア旋法（終止音ミ、朗唱音ド）
- 第五旋法：リディア旋法（終止音ファ、朗唱音ド）
- 第七旋法：ミクソリディア旋法（終止音ソ、朗唱音レ）

【変格旋法】
- 第二旋法：ヒポドリア旋法（終止音レ、朗唱音ファ）
- 第四旋法：ヒポフリギア旋法（終止音ミ、朗唱音ソ）
- 第六旋法：ヒポリディア旋法（終止音ファ、朗唱音ラ）
- 第八旋法：ヒポミクソリディア旋法（終止音ソ、朗唱音ド）

後に追加された正格旋法

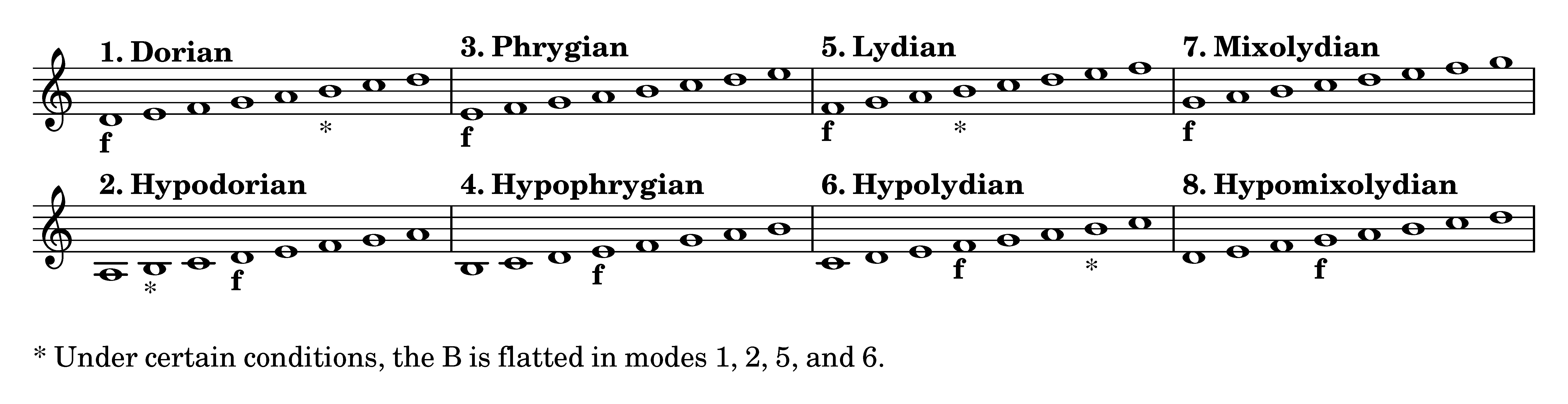
8つの教会旋法。fは終止音を示す（Curtis, 1998）。

- 第九旋法：エオリア旋法（終止音ラ、朗唱音ミ）
- 第十一旋法：イオニア旋法（終止音ド、朗唱音ソ）

後に追加された変格旋法
- 第十旋法：ヒポエオリア旋法（終止音ラ、朗唱音ド）
- 第十二旋法：ヒポイオニア旋法（終止音ド、朗唱音ミ）

※理論的には存在するが、実際には使われなかった旋法
- ロクリア旋法（終止音シ、朗唱音ファ）
- ヒポロクリア旋法（終止音シ、朗唱音レ）

教会旋法はまず終止音（finalis）によって4つに分類される。そのそれぞれは音域（ambitus）によって、終止音から高く上がる正格（authenticus）と、音域を４度下げて終止音からあまり上がらない変格（plagalis）の2つに分けられる。
変格旋法には接頭辞「ヒポ」が付く。例えば、ドリア旋法はレ（ニ音）を終止音とする正格旋法であり、ヒポドリア旋法はその変格旋法である。
正格旋法では朗唱音は終止音の５度上、変格旋法では朗唱音は終止音の３度上だが、いずれの場合も、終止音の５度・３度上がシになる場合は、朗唱音はシではなくドとなる。これは、教会旋法ではシを避ける習慣があったためである。
初めはオクトエコスの組織にラ、シ、ド（イ、ロ、ハ音）を終止音とする旋法が無かったため、教会旋法にもそのような旋法は無かったが、後に、エオリア旋法、ロクリア旋法、イオニア旋法として追加された。
エオリア旋法とイオニア旋法はそれぞれ後に変質し、現在も使われる短音階・長音階につながることになった旋法である。ただし、エオリア旋法・イオニア旋法と短音階・長音階とは考え方が異なり、両者は同じのものではない。
ロクリア旋法は、終止音が（教会旋法では避けられる）シであること、また、終止音と朗唱音との音程が減５度であることにより、実際の作品で用いられた例はない。その変格であるヒポロクリア旋法も同様である。実際には使われなかったことから、ロクリア旋法とヒポロクリア旋法には番号はない。
各旋法の名称には、古代ギリシアの旋法と同じものを使用しているが、両者はまったく別物である。教会音楽ではギリシア名は一般に使用されず、主に番号を用いるが、現代の音楽理論の教科書ではギリシア名が主に用いられている。

## 現代における教会旋法の利用
ジャズにおいて、1960年代頃から、教会旋法が利用されるようになってきた。第一は、あるコードにおけるアベイラブル・ノート・スケールとしての利用法である。第二は、モード（旋法）を調としてとらえ、その上でフレージングを行ったり和声を構成したりする利用法である。第二の利用法では、各旋法の主音と特性音とが重視される。
以下の教会旋法が用いられている。
- ドリアン Dorian
- フリジアン Phrygian
- リディアン Lydian
- ミクソリディアン Mixolydian
- エオリアン Aeolian
- ロクリアン Locrian

現代において教会旋法が用いられるのは、従来の狭義の調性、つまり長調と短調とによる音楽からの脱却を目的としている。このため、アイオニアン Ionian はあまりにも従来の調性である長調を感じさせるので、用いられない。
| 名称             | ♯や♭が付かない表記 | ハ調における表記 |
| ---------------- | ------------------ | ---------------- |
| アイオニアン     |                    |                  |
| ドリアン         |                    |                  |
| フリジアン       |                    |                  |
| リディアン       |                    |                  |
| ミクソリディアン |                    |                  |
| エオリアン       |                    |                  |
| ロクリアン       |                    |                  |